# Caïman Akwa Club Douala
El Caïman Akwa Club Douala és un club de futbol camerunès de la ciutat de Douala.
Després de diversos èxits als anys 60 i 70, el club retornà a la primera divisió camerunesa el 2007.

## Palmarès
- Lliga camerunesa de futbol:[1]
  - 1962, 1968, 1975

- Campionat Territorial de Camerun: (abans de la independència)[1]
  - 1937, 1941, 1943, 1948, 1949, 1950, 1951, 1955

- Copa camerunesa de futbol: (abans de la independència)[2]
  - 1941, 1942, 1943, 1959

## Jugadors destacats
- Jacques Elong Elong